# Moronobea
Moronobea, biljni rod iz porodice kluzijevki kojemu pripada nekoliko vrsta drveća u tropskoj Južnoj Americi.
Rod je opisan 1775.

## Vrste
1. Moronobea candida Ducke
2. Moronobea coccinea Aubl.
3. Moronobea intermedia Engl.
4. Moronobea jenmanii Engl.
5. Moronobea ptaritepuiana Steyerm.
6. Moronobea pulchra Ducke
7. Moronobea riparia Planch. & Triana

## Sinonimi
- Leuconocarpus Spruce ex Planch. & Triana
- Pentadesmos Spruce ex Planch. & Triana
- Piccia Neck.